# Ebony Obsidian
Ebony Obsidian, född 16 april 1994 i New York, är en amerikansk skådespelare.
Obsidian har bland annat medverkat i TV-serierna Six Triple Eight och Sistas. Hon har även medverkat i filmen If Beale Street Could Talk.

## Filmografi (i urval)
- 2018 – If Beale Street Could Talk
- 2019–2023 – Sistas (TV-serie)
- 2020 – Hunters (TV-serie)
- 2024 – Six Triple Eight (TV-serie)